# Wim Ruska
Willem Ruska, conegut com a Wim Ruska, (Amsterdam, 29 d'agost de 1940 - Hoorn, 14 de febrer de 2015) fou un judoka neerlandès, l'únic que ha aconseguit guanyar dues medalles d'or en uns mateixos Jocs.
Va participar, als 31 anys, als Jocs Olímpics d'Estiu de 1972 realitzats a Múnic (Alemanya Occidental), on aconseguí guanyar la medalla d'or en la categoria de pes pesant (+ 93 kg.) així com en la categoria open, esdevenint l'únic judoka en aconseguir dues medalles d'or en uns mateixos Jocs.
Al llarg de la seva carrera aconseguí guanyar tres medalles en el Campionat del Món de judo, dues elles d'or, i quinze medalles en el Campionat d'Europa de judo, set d'elles d'or.
Posteriorment va treballar com a lluitador professional a la New Japan Pro-Wrestling i World Wrestling Federation.
L'any 2001 va patir un ictus que el va afectar de manera important. El 2013 va ser inclòs al Saló de la Fama de la Federació Internacional de Judo.